# Franz Bäke

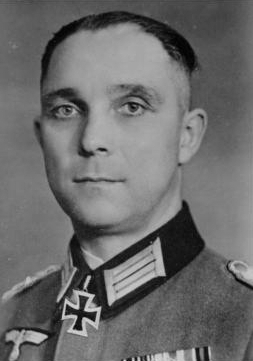
Franz Bäke, 1944

Franz Bäke (* 28. Februar 1898 in Schwarzenfels; † 12. Dezember 1978 in Bochum) war ein deutscher Generalmajor im Zweiten Weltkrieg.

## Leben
Bäke trat am 19. Mai 1915 während des Ersten Weltkriegs als Freiwilliger in das Grenadier-Regiment „König Friedrich Wilhelm I.“ (2. Ostpreußisches) Nr. 3 der Preußischen Armee ein. Ausgezeichnet mit dem Eisernen Kreuz II. Klasse wurde er nach Kriegsende im Januar 1919 als Offiziersanwärter im Westfälischen Fußartillerie-Regiment Nr. 7 aus dem Militärdienst entlassen.
Er begann daraufhin ein Studium der Zahnmedizin in Würzburg, das er mit einer Promotion zum Dr. med. dent. 1923 abschloss. Bäke war seit 1918 Mitglied der Burschenschaft Germania zu Würzburg.
Am 1. April 1937 wurde Bäke zur Reserve einberufen, absolvierte im selben Jahr zwei Wehrübungen bei der Aufklärungsabteilung 6 und wurde am 1. Dezember 1937 zum Leutnant der Reserve ernannt. Als solcher wurde Bäke vor dem Beginn des Zweiten Weltkriegs am 1. August 1939 einberufen und als Zugführer in der leichten Kolonne der Panzerabwehrabteilung 65 verwendet. Vom 1. Januar 1940 war er unter gleichzeitiger Beförderung zum Oberleutnant der Reserve bis Ende April 1941 Kompaniechef in seiner Panzerabwehrabteilung. In diesem Zeitraum wurde er mehrfach verwundet. Mit der Beförderung zum Hauptmann der Reserve wurde Bäke am 1. Mai 1941 Führer der Panzerstaffel des Panzerregiments 11 und war ab Anfang November als Ordonnanzoffizier beim Regimentsstab tätig. Am 1. Juni 1942 erfolgte seine Ernennung zum Kommandeur der II. Abteilung und am 1. August 1942 mit Rangdienstalter vom 1. August 1941 die Beförderung zum Major der Reserve. In dieser Stellung erhielt Bäke am 11. Januar 1943 das Ritterkreuz des Eisernen Kreuzes. Mitte März 1943 erneut verwundet, verblieb Bäke aber bei der Truppe und wurde zunächst mit der Führung seines Regiments beauftragt, sowie am 1. November 1943 unter Beförderung zum Oberstleutnant der Reserve zum Regimentskommandeur ernannt. Zwischenzeitlich hatte man ihn am 1. August 1943 mit dem Eichenlaub zum Ritterkreuz des Eisernen Kreuzes (262. Verleihung) ausgezeichnet. Zudem wurden ihm am 21. Februar 1944 die Schwerter (49. Verleihung) zum Ritterkreuz verliehen und er am 1. Mai 1944 zum Oberst der Reserve befördert. Ab dem 13. Juli 1944 war Bäke Kommandeur der Panzerbrigade 106 Feldherrnhalle. Bäke war auch Sturmbannführer der Sturmabteilung (SA).
Mit Rangdienstalter vom 1. Mai 1944 wurde Bäke am 1. Januar 1945 in den aktiven Dienst übernommen. Nachdem er vom 24. Januar bis zum 8. März 1945 einen Divisionsführer-Lehrgang absolviert hatte, beauftragte man ihn anschließend mit der Führung der in Wiederaufstellung befindlichen 13. Panzer-Division, die dann in Panzer-Division Feldherrnhalle 2 umbenannt wurde. Mit seiner Beförderung zum Generalmajor am 20. April 1945 wurde er als Divisionskommandeur bestätigt. Ab 8. Mai 1945 bis Mitte 1947 befand Bäke sich in US-amerikanischer Kriegsgefangenschaft.
Danach gründete er seine Praxis neu und war als Zahnarzt in Hagen tätig. Der Vereinigung alter Burschenschafter Hagen stand er als Vorsitzender vor. Bäke verstarb 1978 an den Folgen eines Autounfalls im Krankenhaus Bergmannsheil in Bochum.

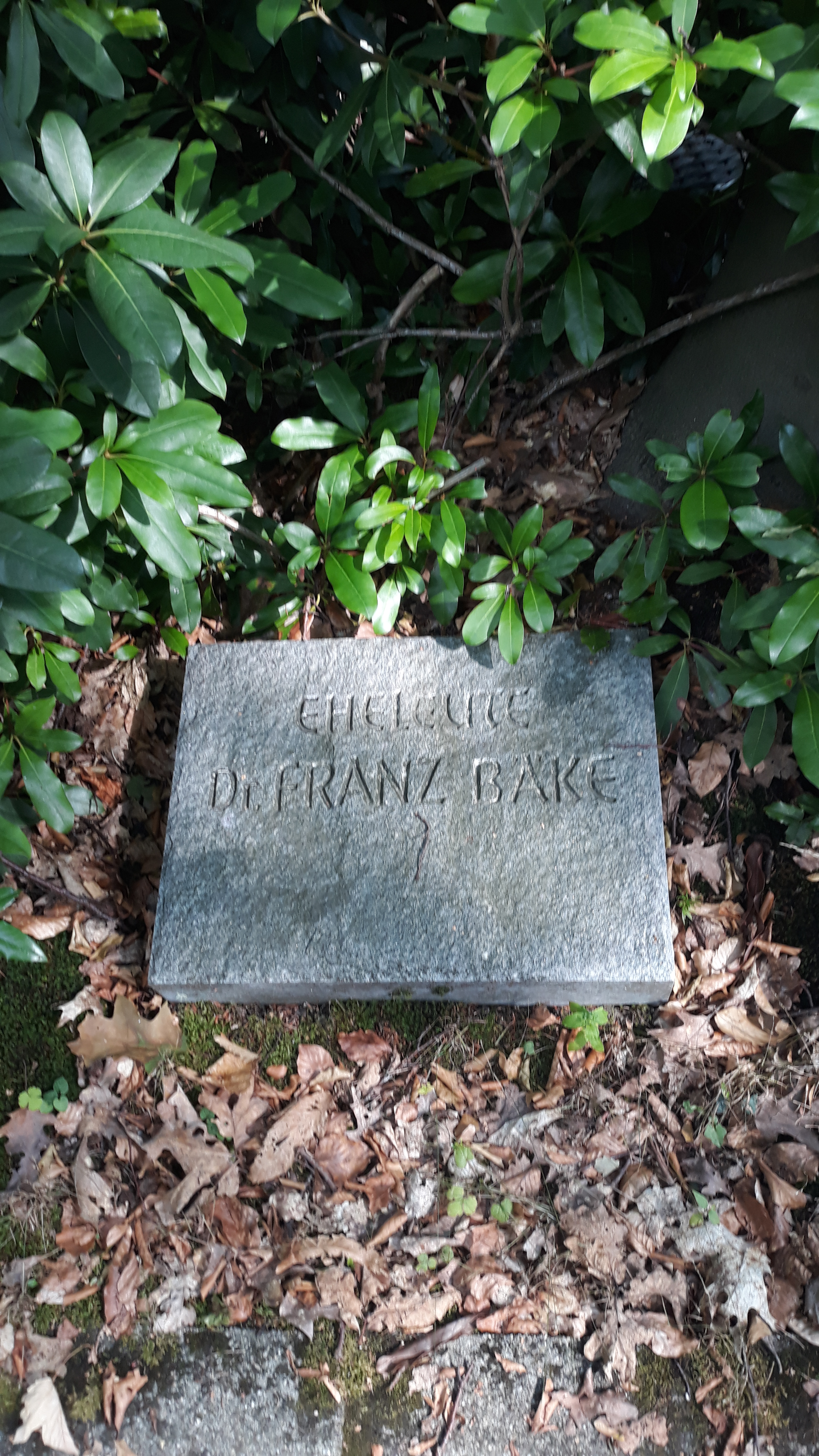
Grab auf dem Friedhof Loxbaum in Hagen.